# David Tobini
David Tobini (Roma, 23 luglio 1983 – Bala Morghab, 25 luglio 2011) è stato un militare italiano.

## Biografia
Paracadutista militare del 183º Reggimento paracadutisti "Nembo", è stato la quarantunesima vittima italiana in Afghanistan dall'inizio della missione nel 2004.
È stato ucciso durante un'operazione congiunta tra militari italiani e forze afgane nella zona a nord ovest della valle di Bala Morghab.
Il 6 maggio 2013 con decreto del Presidente della Repubblica è stato insignito della Medaglia d'argento al valor militare.